# Holothuria hamata
Holothuria hamata is een zeekomkommer uit de familie Holothuriidae.
De wetenschappelijke naam van de soort werd in 1913 gepubliceerd door Joseph Pearson.